# イヌクシュク

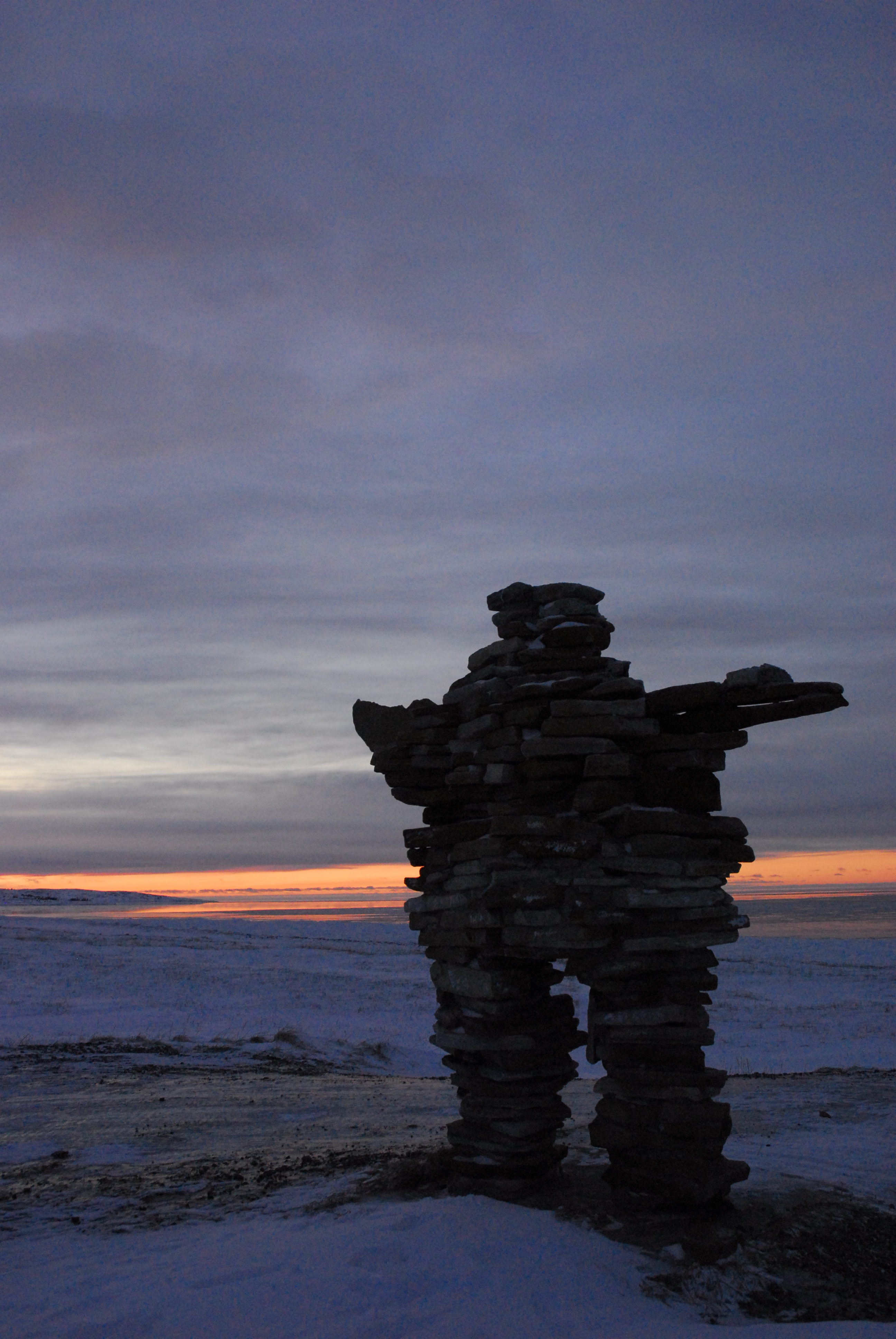
ケベック州クージュアラピック近郊のイヌクシュク。

イヌクシュク (inuksuk、複：inuksuit)  は、イヌクティトゥット語の「 ᐃᓄᒃᓱᒃ, 複: ᐃᓄᒃᓱᐃᑦ; 英: inukshuk  , inukhuk)」から生まれた語で、人の手によって積み上げられた石組ケアンを意味する。
石で作られた目印または人が積み上げたケアンを指す語としてのイヌクシュクの語は、イヌイット、イヌピアット、カラーリット、ユピク、その他北アメリカの北極地域の民族の間で使われている。
イヌクシュクが見られる地域はアラスカからグリーンランドまで広範囲に渡る。
この地域は北極圏より上にあってツンドラバイオームに占められており、自然の目印をほとんど持たない。
歴史上、イヌクシュクは交通の要所における標識として使われた可能性があり、旅のルートや釣り場、駐留地、狩猟場、聖地、ドリフト・フェンス、食糧貯蔵地などを示したと考えられる。
北アラスカのイヌピアットは、カリブーの移動の際、屠殺場への誘導にイヌクシュクを利用したとされる。
イヌクシュクにはさまざまな形や大きさがあり、その起源は古代イヌイット文化にあるとされている。
歴史的には、最も一般的なイヌクシュクは、石を一本の柱に積み上げる様式のものである。
イヌイット文化における人型もしくは十字架型のイヌクシュクの発達が、ヨーロッパの宣教師や探検家出現の以前だったのか以後だったのかについては諸説が分かれている。いくつかのイヌクシュクは、その大きさからコミュニティの建設協力があったことを示唆している。
バフィン島のエヌクソ・ポイントには、100基以上のイヌクシュクがあり、この地域は1969年にカナダ国定史跡に指定されている。

## 名称

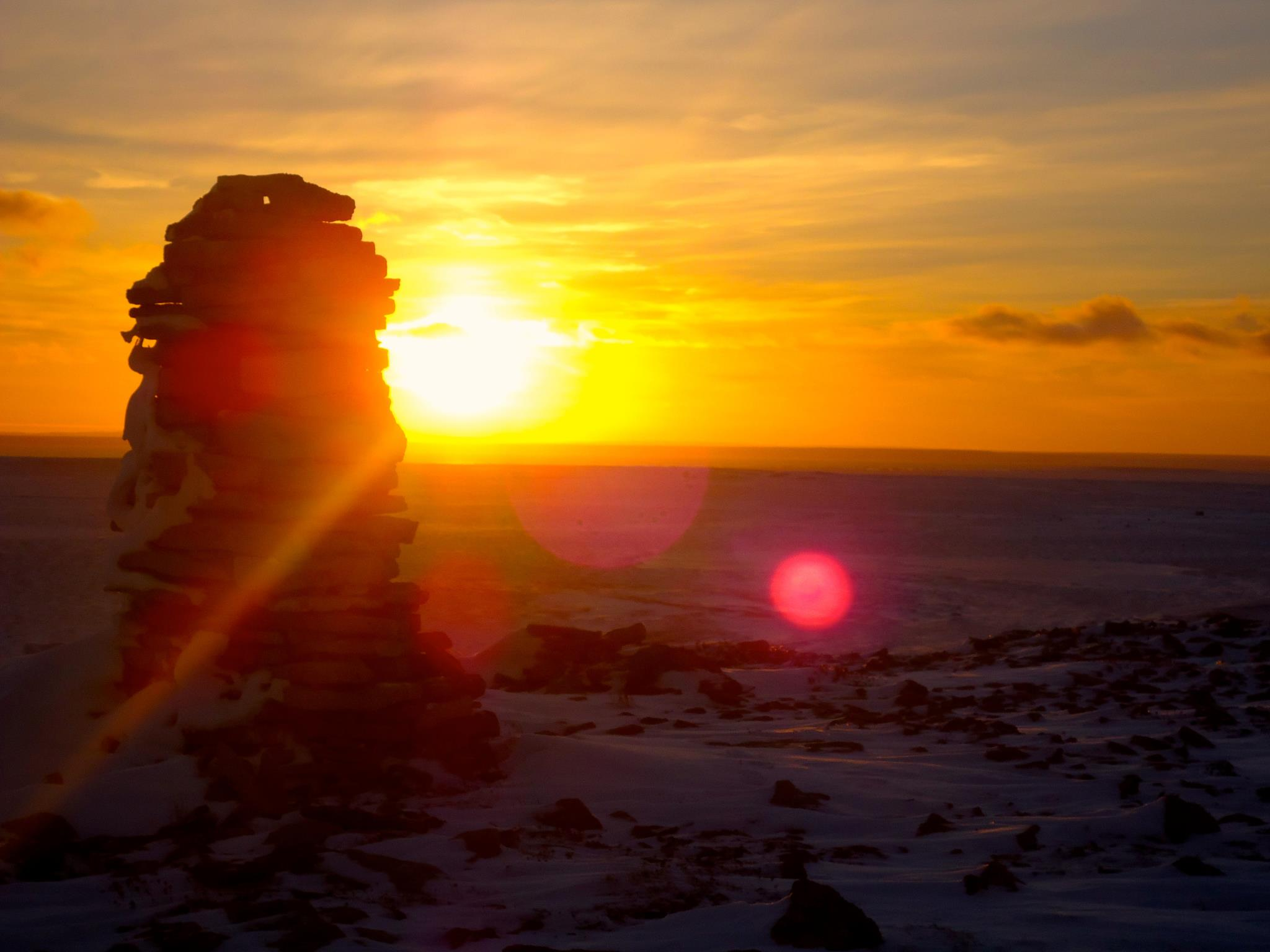
カナダヌナブト準州、イグルーリクにあるイヌクシュク。

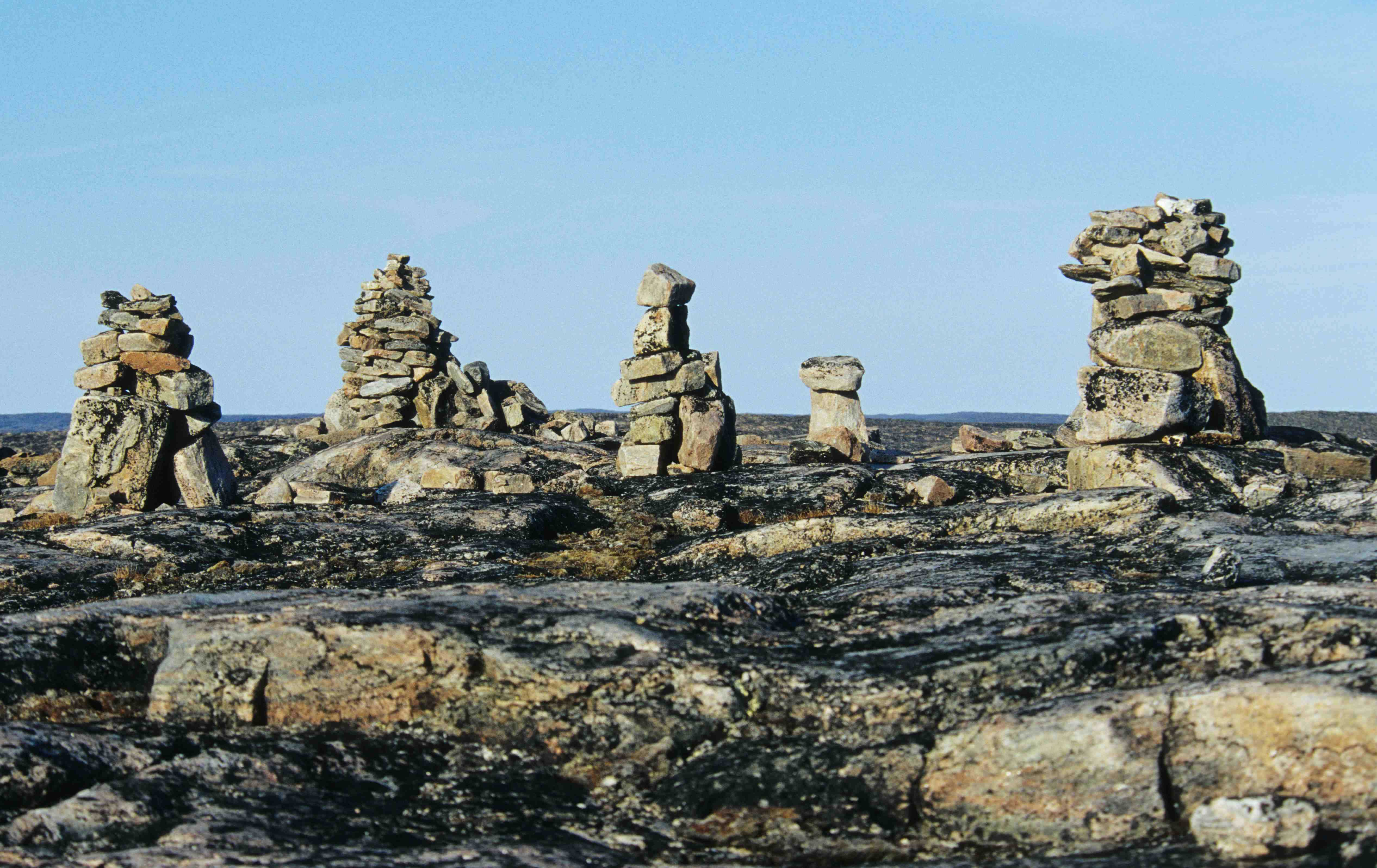
カナダバフィン島フォックス半島のイヌクシュク。

イヌクシュクの語は「 inuk 人間」と「-suk　代用品、代わりの」から成り、「人間の機能を代行するもの、人の機能を持つもの」を意味する。
ヌナビクとバフィン島南部では、「イヌツスク」と発音する。
ヌナブト準州中央部の方言のほとんどには、語源に関連づいた「 inuksugaq (複: inuksugait) 」という語がある。
主に使われる英語の綴りは「 inukshuk 」ではあるが、ヌナブト州政府とカナダ政府は、先住民問題・北方開発省を通し、イヌイット自身が好む「 inuksuk 」の綴りの使用を推進している。
イヌクシュクと同様の構造を持つものの人型を表現していない建造物は「 inunnguaq (ᐃᓄᙳᐊᖅ, 人の贋者の意、複:inunnguat)」と呼ばれ、イヌイット民族以外にも広く知られるようになった。しかしこのタイプは、イヌクシュクの典型とは言えない。一般には、ほとんどのイヌクシュクとは区別される。
ケベック州のアンガヴァ半島にある、ミョルニルを模したと言われる碑(Hammer of Thor)は、イヌクシュクである可能性がある。

## 現代のイヌクシュク利用

ヌナブト準州の旗に描かれたイヌクシュク。

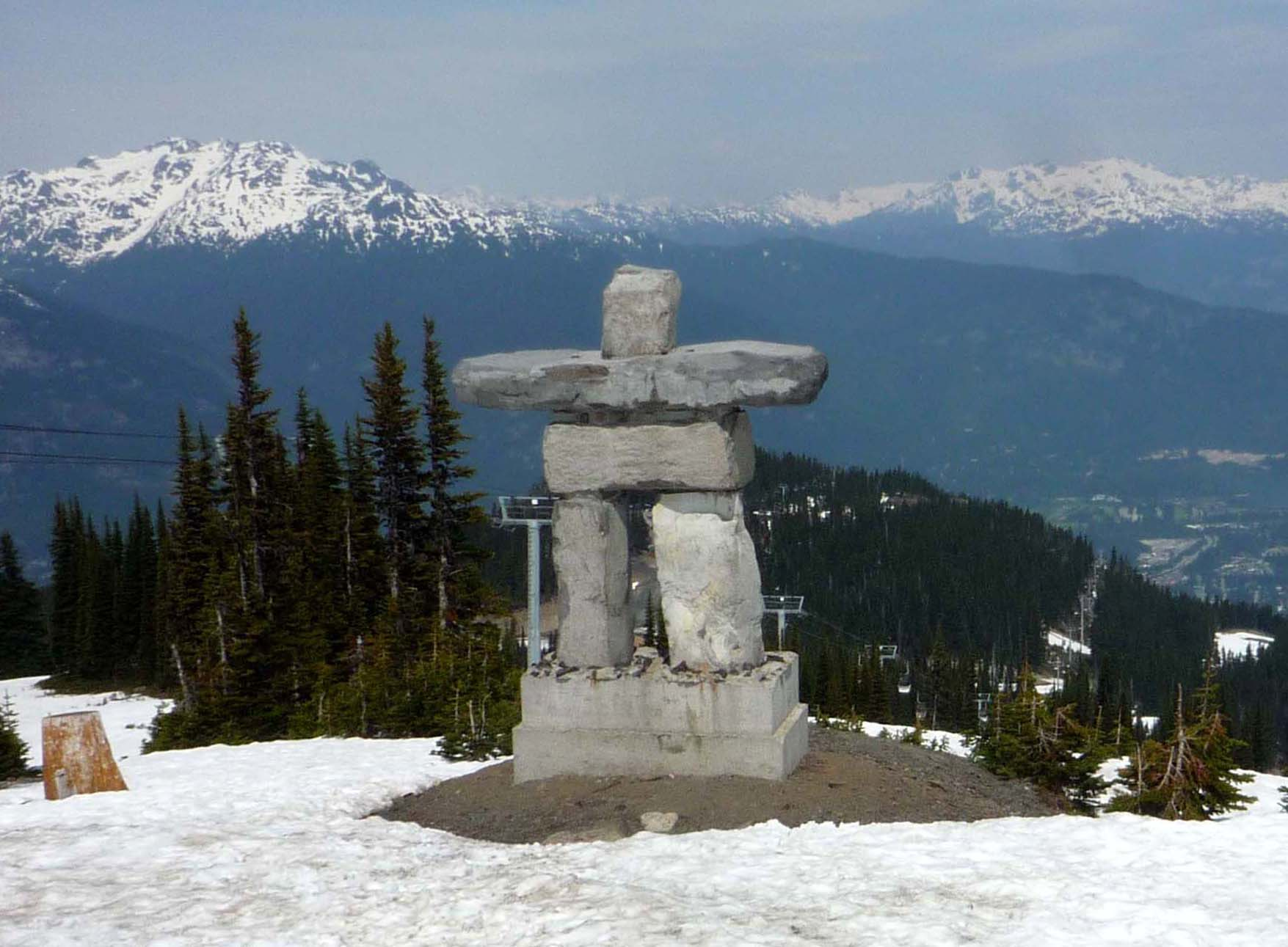
2010年バンクーバーオリンピックのシンボル「イラナーク Ilanaaq 」。ウィスラー・マウンテンにある。

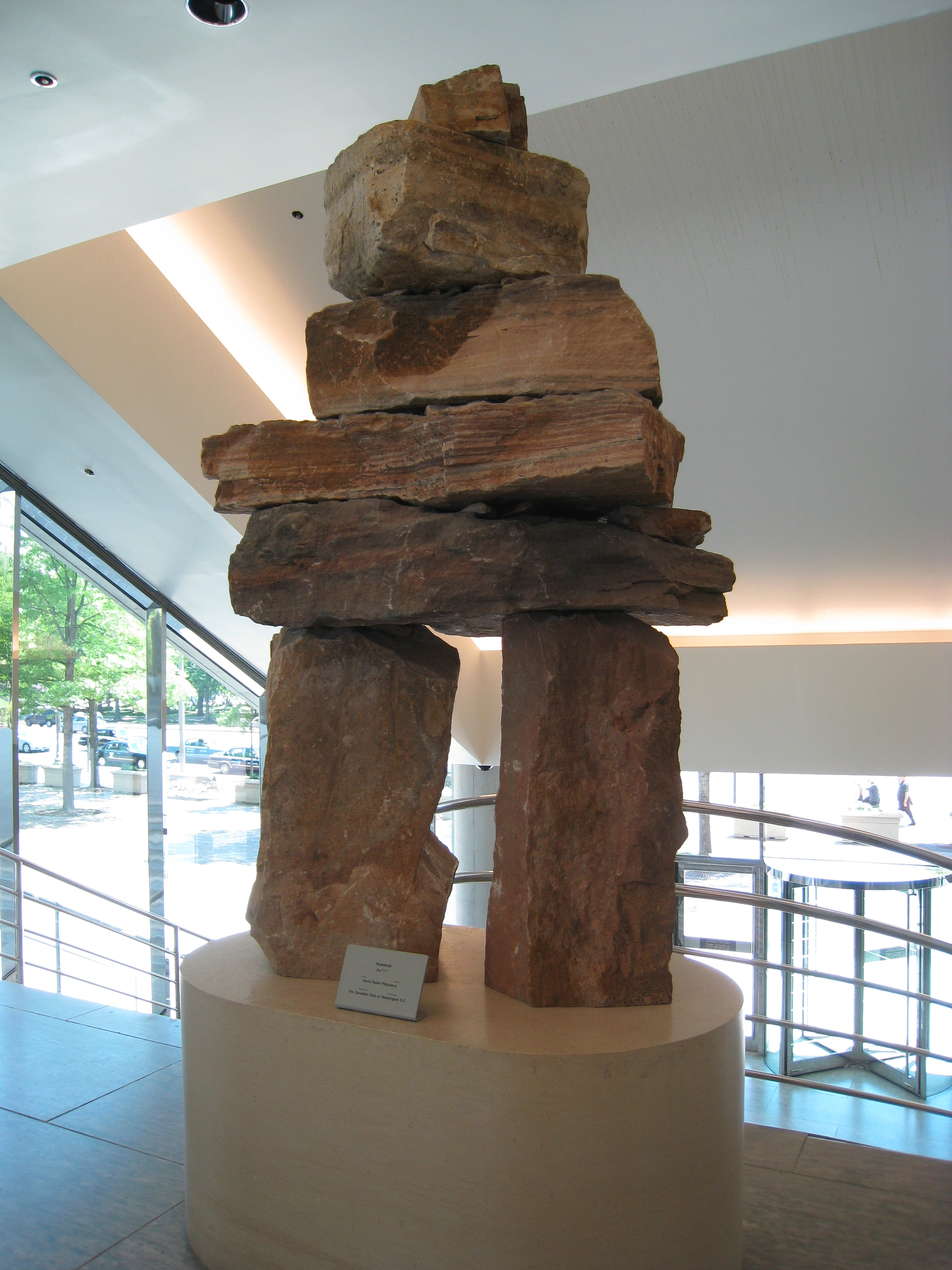
在アメリカ合衆国カナダ大使館のロビーに置かれたイヌクシュクの像。David Ruben Piqtoukun 作。

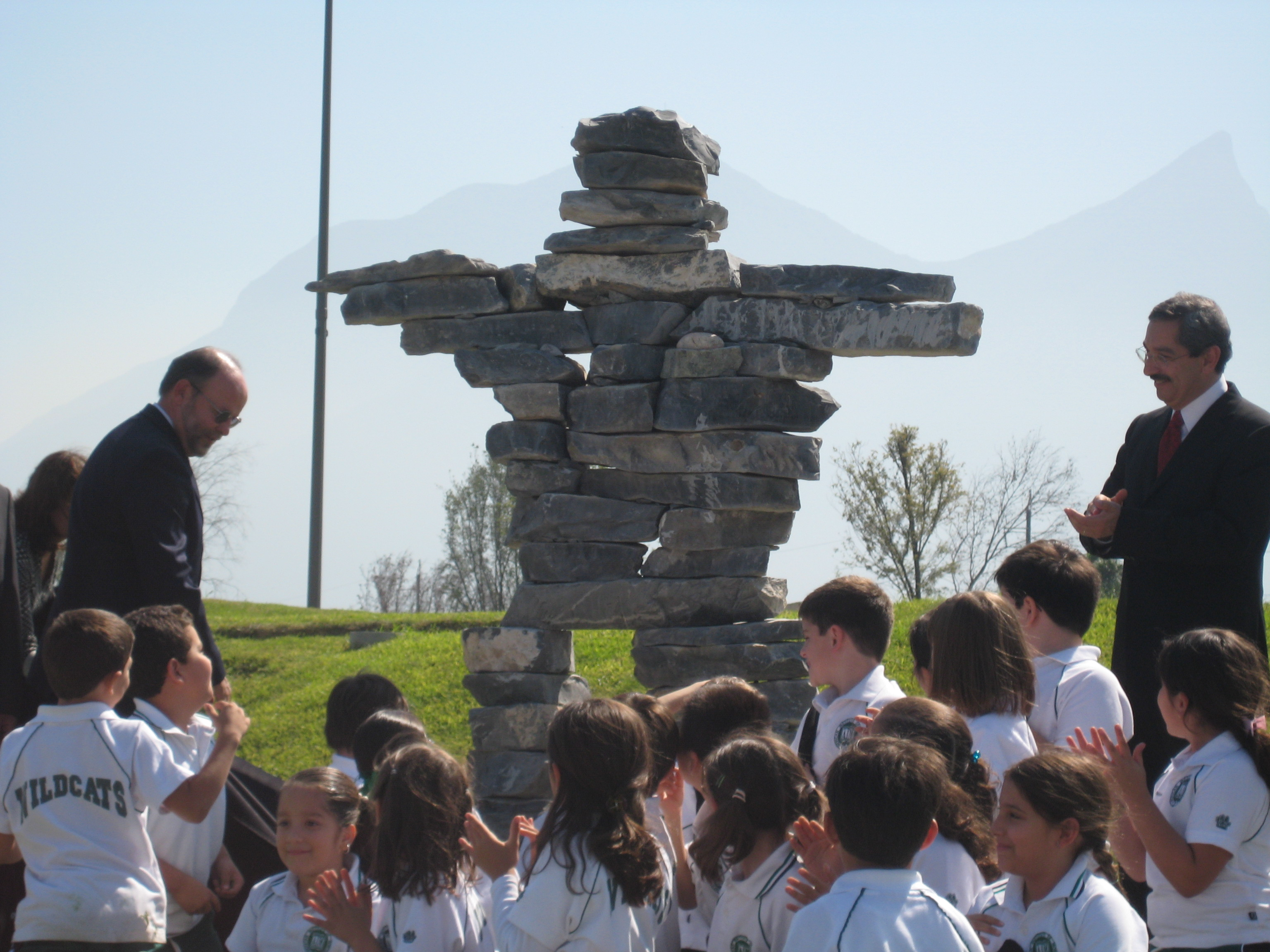
モンテレイのイヌクシュクは、カナダ大使によりメキシコとヌエボ・レオン州知事に向けて除幕された。

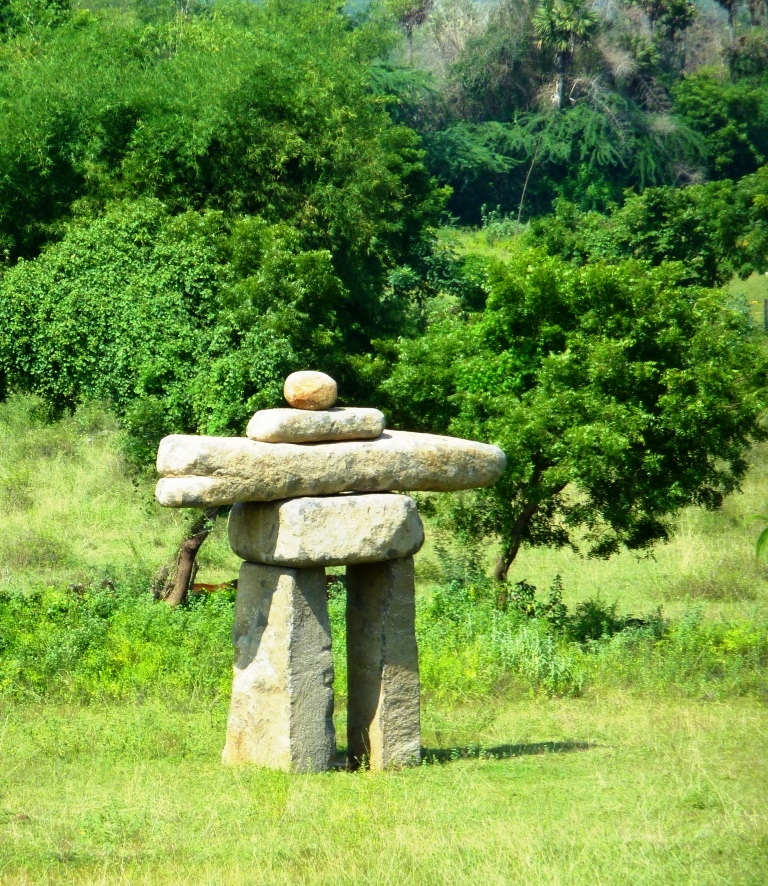
インドタミル・ナードゥ州にあるオーロヴィルで、カナダの建物の位置を示すイヌクシュク。

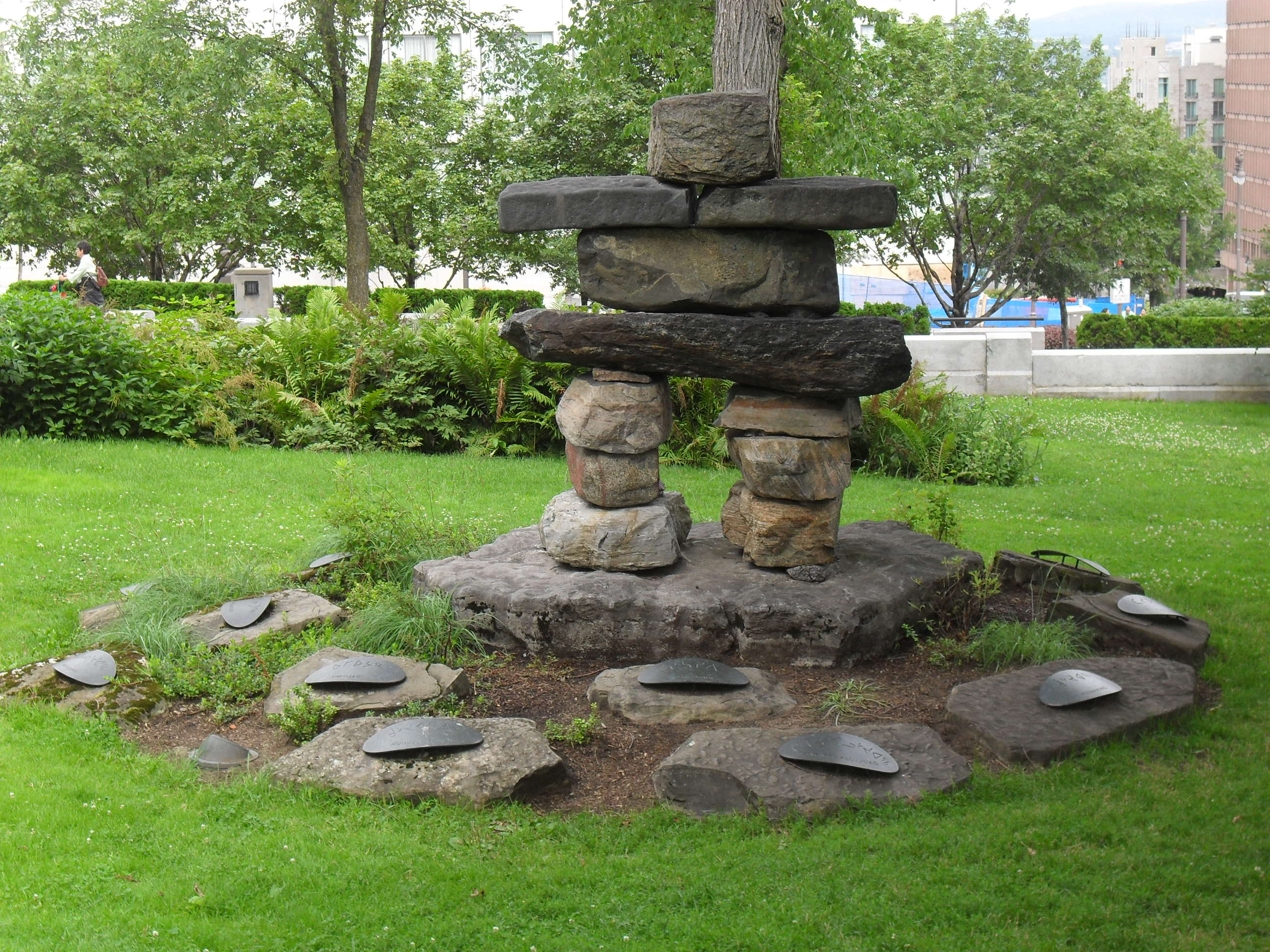
ケベック州議会場敷地内にあるイヌクシュク。ケベック・シティー。

イヌクシュクは、イヌイット文化のシンボルとして扱われ、カナダのヌナブト準州を示す旗や紋章、ヌナツィアブトの旗にも描かれている。
イカルイトにあるイヌクシュク高校の名は、イヌクシュクにちなんで名づけられている。
イヌクシュク、特に人型のものについては、カナダという国家全体の象徴としても扱われるようになってきている。
ケベック州、オンタリオ州、ヌナビク、ヌナブト準州のカナダ各地区の他、グリーンランド、オーストリア、デンマーク、ノルウェー各国で1999年に行われた国際的な北極芸術音楽祭ARBOS – Company for Music and Theatreの名前としてイヌクシュクが選ばれた。
2005年7月13日、カナダ軍は、長年デンマークとの間で領有権を争ってきた北極の小さな島ハンス島に、銘板、カナダの国旗、イヌクシュクを設置した。
カナダ国内には、オンタリオ湖岸に高さ9メートルのイヌクシュクも作られている。トロントのバッテリー・パークにあり、2002年7月に開催されたWorld Youth Day 2002を記念している。
ノースウエスト準州（現在はヌナブト準州）ランキン・インレットの芸術家Alvin Kanakは、バンクーバー国際交通博覧会に際し、バンクーバー市にイヌクシュクを寄贈した。
土地は市の所有となり、保護されている。
イヌクシュクは、バンクーバーの芸術家エレナ・リヴェラ・マクレガーのデザインによる2010年冬季オリンピック公式エンブレムのデザイン元となった。
その使用は、ブリティッシュコロンビア州内のイヌイットとその他ファースト・ネーションの間に論争を巻き起こした。
デザインは疑問視されたものの、バンクーバーのイングリッシュ・ベイに立つイヌクシュクに、敬意を表したものとして受け入れられた。
イングリッシュ・ベイの彫刻と2010年オリンピック公式エンブレムは、世界の友好と歓迎を意味する。
全部もしくはその一部をカナダ政府が公認したイヌクシュクは、オーストラリアのブリスベン、メキシコのモンテレイ、ノルウェーのオスロ、アメリカ合衆国のワシントンD.C.、グアテマラのグアテマラシティの5か所にある。
カナダが寄贈した最新のイヌクシュクは、2007年10月、西カナダのイヌイット人芸術家Bill Nasogaluakにより、メキシコのモンテレイ、サンタ・ルチア・リバーウォークに造られたもので、カナダ商工会議所のモンテレイ支部とカナダ政府から、支部の十周年を記念してヌエボ・レオン州北部の人々に贈られた。
作者はイヌクシュクの材料となる岩をモントレイ付近の地元の採石場から自分で選び出した。
また作者が、1つはカナダの北極圏から、もう1つは作家の地元トロントから、メキシコへと運び込んだ岩2つも使用されている。
どちらもイヌクシュクの心臓に使われている。
またイヌクシュクは、「案内と統一・・・共通のゴールへ」を暗示するものとして、米州首脳会議のシンボルとしても使われている。
通常、ハイカーやキャンパーが作ったイヌクシュクは、カナダ国内のどの公園でも管理センターが解体している。
これは、ハイキングコースを示すマーカーや石塚と見分けがつかず、利用客を混乱させる恐れがあるからである。
公園内にイヌクシュクを築く習慣が広まっており、オンタリオジョージア湾の北岸にあるキラーニー州立公園では2007年に「イヌクシュクの進入禁止」を利用客に訴える通知を出している。
北オンタリオ地方の、トランスカナダハイウェイに沿った地域に多数のイヌクシュクが作られている。
2010年、サドバリーの『 Northern Life 』紙記者が試みたところ、サドバリーからパリーサウンドにかけての69号線沿いに、93基のイヌクシュクが数えられたという。
記者は、ルート沿いに2基のイヌクシュクを作った人物を取材している。
この人物は、家族の葬式から車で帰る途中「止まってそうする必要があった場所で、私は『夢を満たす』瞬間を得た」と語っている。
ギネス世界記録によれば、最も高いイヌクシュクは、カナダオンタリオ州ヨーク地域の Schomberg にある。
2007年に建てられたもので、11.377 m の高さがある。
カナダのロックバンドラッシュは、1996年発行のアルバム『 Test for Echo 』のカバーデザインに、孤立するイヌクシュクを採用した。

## 参照項目
- モノリス
- en:Petroform
- en:Rock art